# 18-й повітрянодесантний корпус (США)
18-й пові́трянодеса́нтний ко́рпус а́рмії США (англ. XVIII Airborne Corps) — елітне військове об'єднання повітрянодесантних військ США, призначене для швидкого розгортання його з'єднань та частин у будь-якому місці земної кулі.
Брав участь у Другій світовій війні, у війні у В'єтнамі та багатьох збройних конфліктах другої половини XX століття — початку XXI століття.
На теперішній час має навколо 88 тисяч військовослужбовців у чотирьох дивізіях. Штаб корпуса знаходиться у Форт Брегг, штат Північна Кароліна.

## Історія

### Друга світова війна
Корпус був створений 17 січня 1942 року у Форт Полк, штат Луїзіана, як II бронетанковий корпус (англ. II Armored Corps) під командуванням генерал-майора Вільяма Морріса. 9 жовтня 1943 року його перетворили на каліфорнійський базі в Президіо оф Монтерей на XVIII корпус. 17 серпня 1944 року військове об'єднання передислокували до Англії, де 25 серпня корпус став повітрянодесантним і прийняв під своє командування 82-гу та 101-шу повітрянодесантні дивізії з VII армійського корпусу. Командування корпусу, який включили до складу 1-ї союзної повітрянодесантної армії, розпочало підготовку до проведення повітрянодесантної операції «Маркет-Гарден». Однак штаб корпусу участі в її реалізації не взяв, тому що вищим командуванням було прийнято рішення покласти виконання цього відповідального завдання на I британський повітрянодесантний корпус.
Генерал-майор Метью Ріджвей прийняв керування корпусом під час ведення боїв у ході Арденнської операції, де XVIII корпус зіграв важливу роль.

Бойовий прапор корпусу

Надалі XVIII повітрянодесантний корпус розробляв, готував та реалізовував операцію «Версіті» — повітрянодесантну операцію на підтримку стратегічної наступальної операції союзних армій «Пландер» з форсування Рейну. Ця операція з висадки парашутним способом 17-ї американської та 6-ї британської парашутних дивізій стала однією з наймасштабніших десантних операцій у війні. 13-та повітрянодесантна дивізія США також планувалася до десантування, втім через відсутність належної кількості транспортних літаків, цього не сталося.
Надалі XVIII повітрянодесантний корпус Ріджвея бився у Центрально-Європейській операції до кінця війни в Європі. У червні 1945 року його повернули до США, де він почав підготовку до операції «Даунфол» — стратегічної операції з вторгнення до Японії. У зв'язку із завершенням війни на Тихому океані, 15 жовтня 1945 року корпус був деактивований у Форт Кемпбелл, Кентуккі.

#### Формування, що входили до складу корпусу у часи війни
- 1-ша піхотна дивізія (26 січня – 12 лютого 1945)
- 4-та піхотна дивізія
- 8-ма піхотна дивізія (26 січня – 10 липня 1945)
- 17-та повітрянодесантна дивізія (12 серпня 1944 – 1 січня 1945; 15 лютого – 24 березня 1945)
- 29-та піхотна дивізія
- 30-та піхотна дивізія (21 грудня 1944 – 3 лютого 1945)
- 34-та піхотна дивізія
- 75-та піхотна дивізія (29 грудня 1944 – 2 січня 1945; 7 січня 1945)
- 78-ма піхотна дивізія (3 – 12 лютого 1945)
- 82-га повітрянодесантна дивізія (12 серпня – 17 вересня 1944; 19 грудня 1944 – 14 лютого 1945; 30 квітня 1945 – 3 січня 1946)
- 84-та піхотна дивізія (20 – 21 грудня 1944)
- 86-та піхотна дивізія (5 – 22 квітня 1945)
- 89-та піхотна дивізія
- 97-ма піхотна дивізія (10 – 22 квітня 1945)
- 101-ша повітрянодесантна дивізія (12 серпня — 21 вересня 1944; 28 лютого – 1 квітня 1945)
- 106-та піхотна дивізія (20 грудня 1944 – 6 лютого 1945)
- 3-тя бронетанкова дивізія (19 – 23 грудня 1944)
- 5-та бронетанкова дивізія (4 травня – 10 жовтня 1945)
- 7-ма бронетанкова дивізія (20 грудня 1944 – 29 січня 1945; 30 квітня – 9 жовтня 1945)
- 13-та бронетанкова дивізія (10 – 22 квітня 1945)

### Холодна війна
21 травня 1951 року XVIII повітрянодесантний корпус був активований вдруге у Форт Брегг. Першим його командиром став генерал-майор Джон Леонард. З того часу корпус брав участь у багатьох збройних конфліктах, військових та гуманітарних операціях.
1958 році військове об'єднання стало корпусом стратегічного розгортання (англ. Strategic Army Corps), головною функцією якого стало гнучке реагування на різке ускладнення обстановки по всьому світові, готовність до дії в найкоротші терміни без попередньої підготовки чи оголошення надзвичайного положення. 101-ша дивізія у Форт Кемпбелл, 4-та піхотна дивізія у Форт Льюїс були першим ешелон корпусу стратегічного розгортання; 82-га десантна та 1-ша піхотна у Форт Райлі — в другому ешелоні готовності.

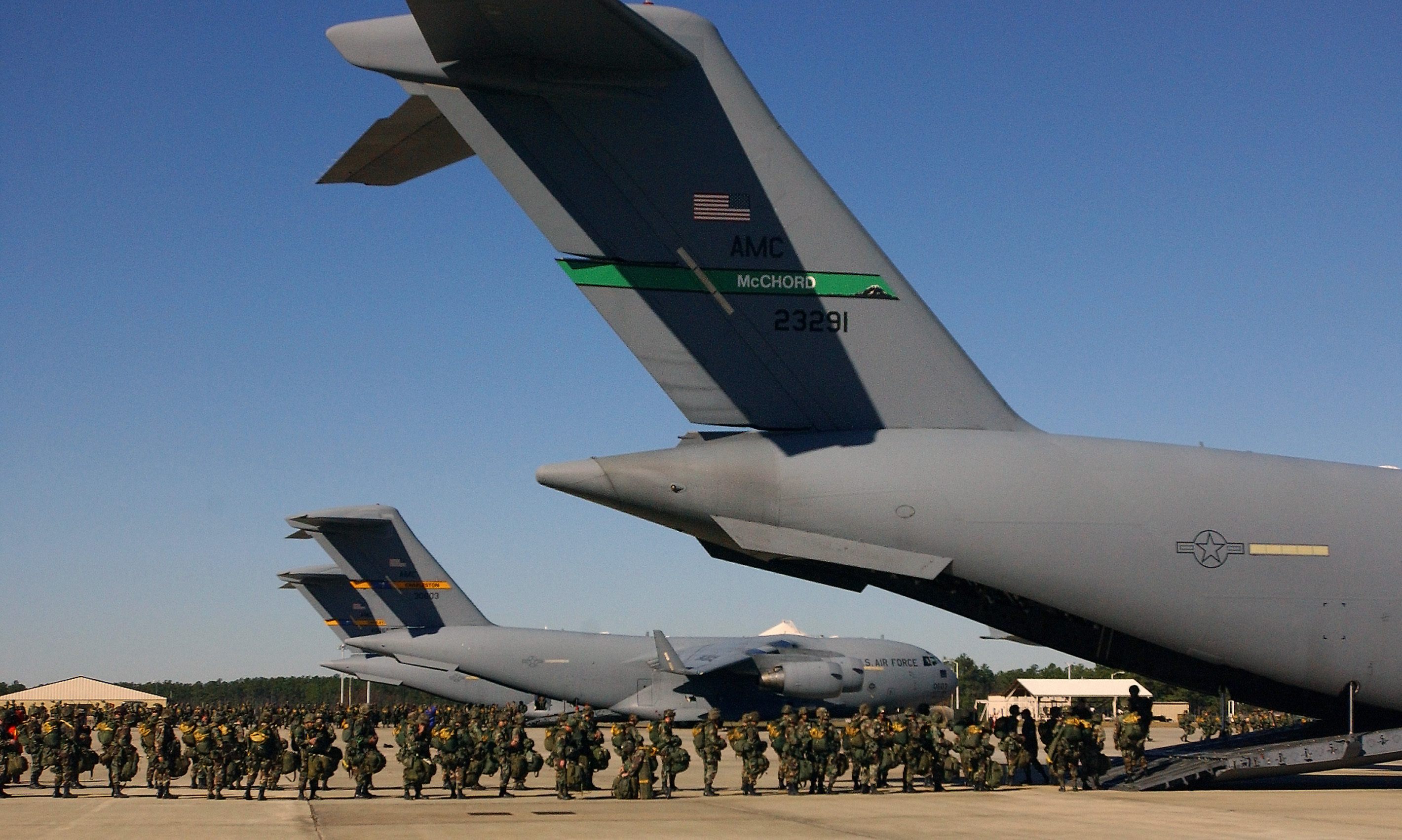
Десантники 82-ї дивізії здійснюють посадку на військово-транспортні літаки для десантування. 2003

Війська корпусу брали участь у окупації США Домініканської Республіки в 1965 році. 101-ша дивізія та 3-тя бригада 82-ї повітрянодесантної дивізій брали участь у бойових діях В'єтнамської війни. 1967 році підрозділи корпусу залучалися до проведення заходів з нормалізації обстановки у Детройті під час бунту. Того ж роки американські десантники брали участь у гуманітарній операції в Конго з підтримки тамтешнього уряду і порятунку цивільних заручників в операції «Драгон Руж».

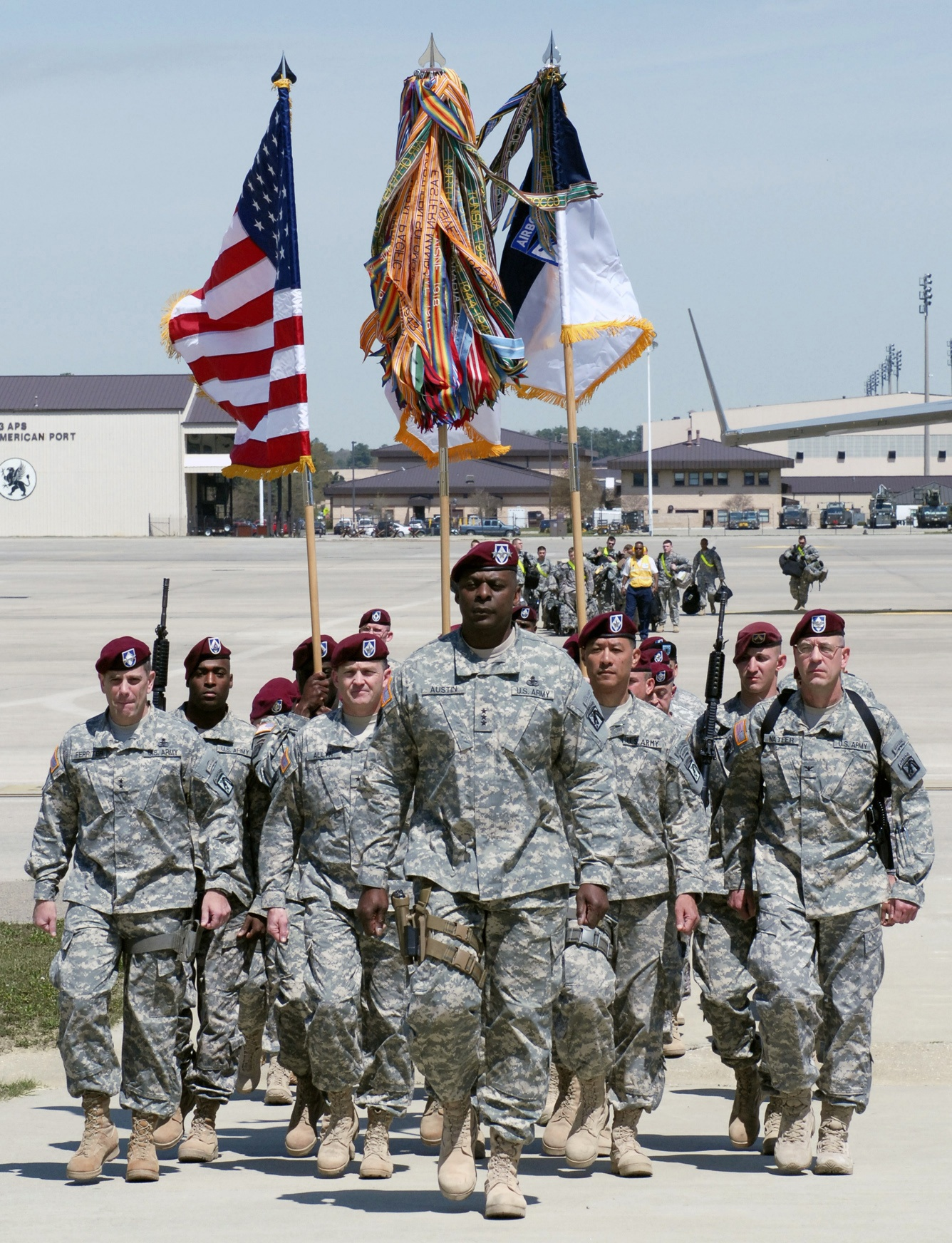
Командування XVIII повітрянодесантного корпусу на чолі з генерал-лейтенантом Ллойдом Остіном після повернення з операції в Іраку. 7 квітня 2009

1982 році корпус діяв у складі Багатонаціональних сил та спостерігачів на Синайському півострові на ротаційній основі. У 1983 році його формування залучалися до проведення операції «Необхідна лютість» з вторгнення на територію острову Гренада та повалення лівого уряду, що захопив владу шляхом путчу.
У 1989 році XVIII повітрянодесантний корпус під командування генерал-лейтенанта Карла Стінера брав участь в операції «Справедлива справа» з вторгнення до Панами.

### Після Холодної війни
У 1991 році XVIII повітрянодесантний корпус брав участь у війні в Перській затоці на етапах операцій «Щит пустелі» та «Буря в пустелі». Корпус відповідав за забезпечення північного флангу VII корпусу від можливої контратаки Іраку. Поряд з 82-ю та 101-ю повітрянодесантними, 24-ю піхотною дивізіями та 3-м броньованим кавалерійським полком, у підпорядкуванні XVIII корпусу також перебувала під оперативним контролем французька 6-та легка бронетанкова дивізія (до складу якої також входили підрозділи французького Іноземного легіону).
З травня 2002 року штаб корпусу був розміщений в Афганістані і до 2003 включно був Об'єднаною комбінованою оперативною групою 180 для розгортання американських та коаліційних військ на території країни. З січня 2005 року по січень 2006 року штаб корпусу розгортався в Багдаді, де він виконував функції багатонаціонального корпусу — Ірак. Після повернення XVIII повітрянодесантний корпус та підпорядковані йому підрозділи розпочали процес модернізації та реорганізації.
21 серпня 2016 року XVIII повітрянодесантний корпус розгорнувся в Іраку, де разом з 1-м командуванням спеціальних сил, став основним органом військового управління для проведення операції «Непохитна рішучість», Об'єднаною міжвидовою оперативною групою — операція «Непохитна рішучість» (англ. Combined Joint Task Force – Operation Inherent Resolve; CJTF—OIR).

## Структура корпусу

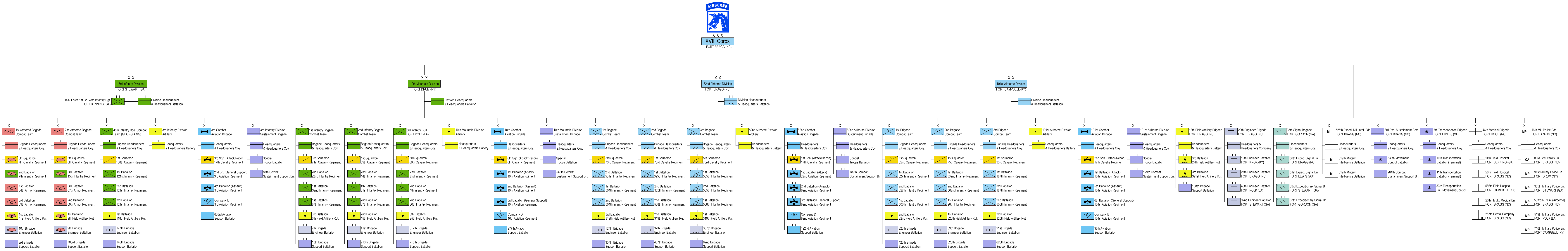
Організаційно-штатна структура XVIII повітряно-десантного корпусу

- XVIII повітрянодесантний корпус
  - 82-га повітрянодесантна дивізія
  - 101-ша повітряноштурмова дивізія
  - 10-та гірсько-піхотна дивізія
  - 3-тя піхотна дивізія